# Zeche Hazard
Die Zeche Hazard im Wittener Ortsteil Vormholz ist ein ehemaliges Steinkohlenbergwerk. Das Bergwerk war bereits seit dem Jahr 1726 in Betrieb und wurde während seiner Betriebszeit mehrmals stillgelegt und wieder in Betrieb genommen. Das Bergwerk befand sich an der unteren Markscheide der Zeche Stralsund.

## Geschichte

### Die Anfänge
Das Bergwerk war 1726 in Betrieb, in den Jahren 1754 und 1755 wurde es in Fristen erhalten. Nachdem das Flöz durch einen Stollen der Zeche Stralsund gelöst worden war, wurde am 3. März des Jahres 1757 Mutung beim Bergamt eingelegt. Die Mutung wurde auf eine bereits durch den tiefen Stralsunder Stollen entblößte Kohlenbank eingelegt. Als Muter traten auf Johann Dietrich Oberste Frielinghaus und Peter Jürgen Wegemann. Am 10. August desselben Jahres wurde die Mutung um sechs Maaßen in westlicher Richtung erweitert. Am 6. September desselben Jahres wurde ein Längenfeld verliehen. Verliehen wurde das Bergwerkseigentum unter dem Namen Hazard an Johann Dietrich Oberste Frielinghaus und Peter Jürgen Wegemann. Als einziges Flöz wird nur das Flöz Kreftenscheer genannt. In den Jahren 1758 und 1759 war das Bergwerk nördlich der heutigen Straße Altenhöfen in Betrieb. Im Jahr 1771 war das Bergwerk noch in Betrieb. Am 28. Februar desselben Jahres wurden Peter Jürgen Wegemann und die Witwe Oberste Frielinghaus, vertreten durch Johann Henrich Oberste Frielinghaus, als Gewerken in den Unterlagen des Bergamtes eingetragen. Zu diesem Zeitpunkt war das Bergwerk bereits vermessen, auch hatten die Gewerken die fälligen Rezeßgelder bezahlt. Im Februar des Jahres 1825 wurde ein alter Stollen im Hardensteiner Tal aufgewältigt und wieder in Betrieb genommen. Am 15. September des Jahres 1827 wurde das Bergwerk stillgelegt. Im Jahr 1828 vereinigte sich die Zeche Hazard mit der Zeche Stralsund zur Zeche Hazard & Stralsund. Grund für diese Vereinigung war der gemeinsame Abbau der Lagerstätte. Im Jahr 1830 wurde das Grubenfeld über einen Querschlag gelöst. Der Querschlag war von der Zeche Stralsund aus aufgefahren worden und hatte eine Länge von 26 Metern. Im Anschluss an die Auffahrung erfolgte die Betriebsaufnahme.

### Die weiteren Jahre
Nach der Inbetriebnahme des Bergwerks fanden im Feld Hazard intensive bergbauliche Tätigkeiten statt. Im Jahr 1831 erfolgte der Abbau vom Schacht Heinrich, der Schacht war mit einem Göpel ausgerüstet und gehörte zur Zeche Stralsund. Bereits vor dem Jahr 1832 wurde die Gemeinschaft mit der Zeche Stralsund wieder aufgelöst. Im Jahr 1836 wurde der Betrieb westlich vom Muttenbach aufgenommen, es wurde weiterhin der Göpelschacht Heinrich genutzt. In diesem Feld waren eine größere geologische Störung und mehrere Verwerfungen vorhanden. Trotz dieser Störungen wurden in dem Feld Kohlen abgebaut. Ab Januar des Jahres 1843 wurde die Zeche Hazard in Fristen gesetzt und ab dem 1. März desselben Jahres stillgelegt. Vom 29. Mai des Jahres 1854 bis zum 18. Oktober des Jahres 1856 konsolidierte die Zeche Hazard unterhalb der St. Johannes Erbstollensohle zur Zeche Herberholz. Vor dem Jahr 1865 war das Bergwerk noch einmal kurzzeitig in Betrieb. Vermutlich war das Bergwerk im Jahr 1935 noch einmal kurzzeitig in Betrieb, danach gibt es keine Angaben über das Bergwerk.

### Förderung und Belegschaft
Die ersten bekannten Förderzahlen stammen aus dem Jahr 1833, damals wurde eine Förderung von 46.124 Scheffel Steinkohle erbracht. Im Jahr 1835 sank die Förderung auf 26.014 Scheffel. Die einzigen bekannten Belegschaftszahlen stammen aus dem Jahr 1838, mit neun Bergleuten wurde eine Förderung von 7962½ preußischen Tonnen Steinkohle erbracht. Im Jahr 1840 wurden 6556¼ preußische Tonnen Steinkohle gefördert. Die letzten bekannten Förderzahlen des Bergwerks stammen aus dem Jahr 1842, in diesem Jahr wurden 9495 preußische Tonnen Steinkohle gefördert.

## Hazard & Stralsund
Die Zeche Hazard & Stralsund in Witten Vormholz wurde auch Zeche Vereinigte Hazard & Stralsund oder Zeche Stralsund & Hazard genannt. Die Zeche war 1828 durch eine Vereinigung der beiden Zechen Hazard und Stralsund für einen gemeinsamen Abbau entstanden. Diese Gemeinschaft dauerte nur knapp vier Jahre. Bereits im Jahr 1829 wurde der Betrieb eingestellt und noch vor dem Jahr 1832 wurde die Betriebsgemeinschaft wieder aufgelöst und beide Bergwerke waren wieder getrennt in Betrieb.

## Kleinzeche Hazard
Für mehrere Monate wurde in Vormholz eine Kleinzeche mit dem Namen Hazard betrieben, Besitzer des Stollens war Willi Paschen. Ob diese im Stollenbau betriebene Kleinzeche auf dem Grubenfeld der Zeche Hazard betrieben wurde, ist nicht eindeutig ersichtlich. Die Betriebsaufnahme der Kleinzeche Hazard erfolgte am 1. Dezember des Jahres 1951, mit fünf Bergleuten wurden 194 Tonnen Steinkohle gefördert. Bereits im darauffolgenden Jahr wurde am 15. November der Betrieb wieder eingestellt. Am 15. Februar des Jahres 1954 erfolgte die knappschaftliche Abmeldung der Kleinzeche.